# Franz Josef von Gerstner
Franz Joseph Ritter von Gerstner (em tcheco/checo:  František Josef Gerstner; Chomutov, 22 de fevereiro de 1756 — Mladějov, 25 de junho de 1832) foi um matemático e físico boêmio.
Foi pioneiro das estradas de ferro.

## Obras
- 1813: Zwey Abhandlungen über Frachtwägen und Strassen. (Com a fórmula não-linear da resistência ao rolamento de uma roda sobre chão macio.)
- 1831: Handbuch der Mechanik, em três volumes. (Ainda antes de ser publicado teve 1.400 compradores pagantes, dentre outros Francisco I da Áustria.)